# Vlag van Namen (provincie)
De vlag van de Belgische provincie Namen is een vlag met twee egaal gekleurde vlakken. De provincie Namen heeft deze vlag erkend sinds 15 oktober 1953.

## Ontwerp
De vlag van Namen bestaat uit twee verticale helften, het linkerdeel sabel (zwart), het rechterdeel keel (rood). Er komen verder geen heraldische afbeeldingen uit het wapenschild voor op het vaandel, dit in afwijking met andere provinciale vaandels.
De vlag wordt gebruikt in hoogte-breedteverhouding 2:3.

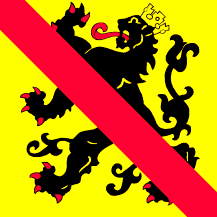
Oude onofficiële wapenbanier
Vlag van de Gouverneur van Namen